# Pampacader
Pampacader is een geslacht van wantsen uit de familie van de Tingidae (Netwantsen). Het geslacht werd voor het eerst wetenschappelijk beschreven door Carpintero & Montemayor in 2005.

## Soorten
Het genus is monotypisch en bevat alleen de volgende soort:

- Pampacader cicchinoi Carpintero & Montemayor, 2005